# 排泄

尿酸の化学構造

排泄（はいせつ、英称：excretion）は、老廃物（物質代謝の結果生じた不要物や有害物）等を、生物が体外遊離させる現象。特にまとまった量の固体や液体を体外に排出する点に重きが置かれ、発汗や蒸散のような緩慢な放出や、消化管内で発生したガス（いわゆる屁）及び呼吸に伴う二酸化炭素の放出等は通常除外される。
生物にとって有用な物質の放出や、放出する事自体に意味がある場合は分泌として区別される。ただし生物による物質の放出が排泄・分泌のいずれに該当するのかという線引きは難しく、皮膚腺からの分泌、特に哺乳類の汗腺による発汗のように、分泌と排泄の双方の意義を持つ例も多い。
日常生活においては、「排泄」を排便（あるいは「排泄物」を便）の婉曲語として使うことが多いが、学術的には区別されるべきものである。なお「泄」が常用漢字の表外字であることから、学術用語集（動物学編）などでは排出（はいしゅつ）を採っている。

## 動物における排出
動物では、排出される物質は予め特定の臓器（肝臓、中腸腺など）内で解毒される場合が多い。体内の組織細胞から体液中に出されるこれら排出物質は排出器官によって捕集され、尿などの形で体外に排出される。
排出を行う器官を排出器、あるいは排出系という。また、この器官は往々にして体腔内に口を開くことから、体腔器と呼ばれることもある。その出口は体表か、消化管末端部にある。排出器として様々な動物群に広く見られる構造が腎管である。脊椎動物ではより複合的な構造を持つ腎臓を備えた、泌尿器とよばれるシステムに発達している。より原始的な構造としては原腎管や、節足動物に見られるマルピーギ管がある。
昆虫では、マルピーギ小体（腎小体）を含むシステムを代謝廃物を排出するのに使用している。代謝廃物は拡散あるいは能動輸送で管へと輸送される。そして腸管でも老廃物が輸送される。代謝廃物は糞とともに体外へと放出する。
生理学・動物学においては特に窒素代謝によって生じる老廃物（アンモニアなど）に注目する傾向があるため、単に排出器官と言えば以上のものを指すことが多い。しかし動物によっては、泌尿器系以外の器官によって様々な物質の排出が行われる。魚類においては鰓がこの機能を持ち、例えば硬骨魚類の鰓の呼吸上皮からはアンモニアや尿素が排出される。動物の排出器官としては他に蓄積腎が挙げられる。ある種の海鳥は目に付随した涙管から余分の塩分を排出する能力があるので、安全に海水を飲むことができる。また、哺乳類の皮膚腺からは塩分と共に鉄分などの重金属が排出される。なお無脊椎動物の中には、体液内の排出物質が体表から自由に放出される散漫排出が行われ、特別の排出器官が発達していないものもいる。
以下は哺乳類の一般的な排出プロセスについて述べる。哺乳類では主に肝臓が排出物形成を担っている。オルニチン回路による尿素の生成や、ビリルビンのグルクロン酸抱合などがこれに当たる。肝臓で代謝された老廃物のうち、水溶性の高いもの一部が血管系に戻され、腎の尿排泄プロセスを経て排出され、それ以外のものは細胆管に分泌されて胆汁となり、十二指腸へと排出される。

### 尿
腎臓においては、タンパク質以下の分子量の物質が糸球体から一旦非選択的に排出される（原尿）。これが尿細管を通るうちに体に必要な物質が（水分、ミネラル分を含めて）再吸収され、残りが尿として排出される。
尿のほとんどは水分で、塩分やタンパク質が起源の尿素や尿酸が含まれており、健康な状態では細菌などの病原体は含まれていない。したがって、水分が欠乏し発汗できずに熱中症となるような極限状態では、尿は冷却のために衣服を湿らせる用途に十分安全に使用できる。しかし水分が欠乏している場合に尿を飲むことは、摂取した塩を排泄するのにより多くの水を必要とするため無駄な試みである。

### 胆汁
肝臓では常に胆汁が生成されていて、ここに水溶性の高くない排出物質が含まれている。一旦胆嚢で貯蔵・濃縮され、食事の際に十二指腸へと放出される。ただし、胆汁には胆汁酸による脂肪分の乳化という作用もあり、老廃物の排出のみがその機能ではない。胆汁酸を構成するコレステロールなどは再び腸管から吸収されてリサイクルされる（腸肝循環）。再吸収されなかった残りが最終的に糞便として体外へ排除されることになる。
糞便は胆汁や大腸で排出される重金属など生体からの老廃物も含んでいるが、大部分は消化吸収されなかった食物である。したがって糞便を排泄物と呼ぶのは適切ではない。また糞便の約1/3は細菌であり、ほとんどは無害なものであるか、腸にとって役に立っている。その他にも有害なものや、病原性や場合によっては致死性（Lethality）を持つウイルス、細菌、アメーバや寄生虫なども含まれている。

## 植物における排出
植物細胞では一般に老廃物は液胞に蓄積される為、動物のような積極的な排出を行わないと考えられている。しかし高等植物では老廃物を葉に集め枯葉として廃棄しているケースが示されており、葉を排出器官と見なすこともできる。植物体から放出される物質の多く（樹液、蜜など）は何がしかの役目を持ち、従ってこれらは分泌に相当する。植物の代表的な不要物質としてはシュウ酸が挙げられるが、これも植物体外に放出されるわけではなく、不溶性のカルシウム塩として無毒化・蓄積される。